# Luka Bonačić
Luka Bonačić (Spalato, 21 marzo 1955) è un allenatore di calcio e calciatore croato, fino al 1992 jugoslavo, di ruolo centrocampista, tecnico del Solin.

## Biografia
Nato a Spalato, anche suo fratello maggiore Petar è stato un calciatore dell'Hajduk Spalato.

## Carriera
Da calciatore ha giocato tra Jugoslavia, Svizzera, Germania e Spagna. Da manager ha allenato in Croazia, Slovenia, Albania, Emirati Arabi, Iran e Qatar vincendo una Coppa dell'Iran nel 2007.

## Palmarès

### Giocatore

#### Competizioni nazionali
- Campionato jugoslavo: 2

Hajduk Spalato: 1970-1971, 1973-1974
- Kup Maršala Tita: 3

Hajduk Spalato: 1971-1972, 1973, 1974
- Coppa di Lega svizzera: 1

Grasshoppers: 1974-1975

### Allenatore

#### Competizioni nazionali
- Coppa dell'Iran: 1

Sepahan: 2006-2007